# Kepa Arrizabalaga
Arrizabalaga  Revuelta est un nom espagnol. Le premier nom de famille, en général paternel, est Arrizabalaga ; le second, en général maternel, souvent omis, est Revuelta.
Kepa Arrizabalaga Revuelta, couramment appelé Kepa Arrizabalaga ou simplement Kepa, né le 3 octobre 1994 à Ondarroa (Espagne), est un footballeur international espagnol qui évolue au poste de gardien de but à l'Arsenal FC.
Il débute à l'Athletic Club Bilbao où il démontre de très bonnes choses pour son âge, possédant des très bons réflexes, il sort à de nombreuses reprises des parades de haut niveau et tape dans l'œil des recruteurs du Chelsea FC, qui va débourser environ 80 millions d'euros pour le portier Espagnol. Kepa Arrizabalaga devient alors le gardien de but le plus cher de l'histoire du football.
Ses premières saisons sont réussies, il décroche notamment la Ligue Europa en tant que titulaire où il réalise un excellent parcours. Cependant au fil des saisons, il commet certaines erreurs qui lui coûtent sa place de titulaire en 2020 au profit d'Édouard Mendy. Très apprécié par l'entraîneur Thomas Tuchel, il rentre à plusieurs reprises pour les séances de pénalty où ses réflexes sont mis en avant.

## Biographie

### Carrière en club

#### Formation à Lezama
Né le 3 octobre 1994 à Ondarroa, au Pays basque, Kepa Arrizabalaga est formé au centre de formation de l'Athletic Bilbao à partir de 2004, il passe par toutes les équipes de jeunes du club. En 2011, Marcelo Bielsa décide de le nommer troisième gardien de l'équipe première devant des joueurs plus âgés que lui comme Jon Ander Serantes, Aitor Fernández ou Gorka Magunazelaia. L'entraîneur argentin le convoque ainsi quatre fois dans le groupe professionnel au cours de la saison. A la fin du mois de janvier 2012, Kepa rejoint la seconde équipe filiale de l'Athletic, le Club Deportivo Baskonia. Avec cette dernière, il joue douze rencontres de quatrième division. Kepa commence la saison 2012-2013 dans les rangs du Baskonia jusqu'en février 2013 où il rejoint alors l'Athletic Bilbao B à la suite de la blessure de Serantes. Des problèmes de dos l'empêchent de jouer le dernier mois de compétition ainsi que les cinq premières journées de la saison 2013-2014. Quelques mois après, en janvier 2014, il est victime d'une fracture du premier métacarpien de sa main droite et fut absent un mois. Il commence la saison 2014-2015 comme titulaire de l'équipe réserve de l'Athletic, devant Álex Remiro.

##### Prêt en seconde division
Après avoir disputé 17 parties et encaissé 11 buts avec l'équipe réserve de l'Athletic Bilbao, il est cédé à l'hiver 2014-2015 au SD Ponferradina, en seconde division avec pour but d'acquérir plus d'expérience. Pour ses débuts à ce niveau, il n'encaisse que 19 buts en 20 matchs. Pour la saison 2015-2016, l'Athletic Bilbao cherche un club de première division pour le prêter mais n'arrive à aucun accord. Finalement, il est de nouveau prêté en seconde division, au Real Valladolid. Il y dispute 40 matchs et encaisse 48 buts.

#### Athletic Bilbao (2015-2018)
De retour à Bilbao après son prêt au Teal Valladolid, Kepa Arrizabalaga intègre de manière définitive l'équipe première de l'Athletic en tant que troisième gardien derrière Gorka Iraizoz et Iago Herrerín. Le 16 septembre 2016, il fait ses débuts en Liga lors d'une victoire un but à zéro face au Deportivo La Corogne.
Durant la saison 2016-2017, Kepa gagne petit à petit la confiance de son coach Ernesto Valverde et réussit à grappiller du temps de jeu en disputant 23 matchs de championnat.
C'est lors de la saison suivante qu'il s'affirme comme un titulaire entre les buts de Bilbao. Il réalise d'excellentes performances et est d'ailleurs fortement annoncé au Real Madrid, il prolonge finalement jusqu'en 2025 à Bilbao, sa clause libératoire est élevée à 80 millions d'euros.

#### Chelsea (2018-2025)
Le 8 août 2018, Chelsea lève sa clause libératoire de 80 millions d'euros et Kepa Arrizabalaga devient le gardien le plus cher de l'histoire. Selon le Centre international d'étude du sport (en) (CIES), qui évalue alors sa valeur à 35,3 millions d'euros, il s'agit du transfert le plus « surpayé » du mercato estival 2018.
Il joue son premier match avec sa nouvelle équipe face au Huddersfield Town en n'encaissant pas de but. Malgré le coût de son transfert, Kepa réalise de bonnes performances avec sa nouvelle équipe. Les Blues réalisent un bon début de saison et restent invaincus jusque fin novembre. Après 23 journées de championnat, il est le deuxième gardien ayant réussi à garder le plus souvent ses buts inviolés derrière Alisson avec dix « clean sheets ».
Il se fait remarquer lors de la finale de Coupe de la Ligue anglaise 2018-2019 face à Manchester City, en refusant de sortir pour laisser sa place à Willy Caballero entraînant la défaite de son équipe aux tirs au but.
Le 9 mai 2019, il se distingue lors de la demi-finale retour de Ligue Europa face à l'Eintracht Francfort lors des tirs au but. Il arrête notamment les deux derniers tirs (ceux de Martin Hinteregger et Gonçalo Paciência), ce qui donne la possibilité à Eden Hazard d'offrir la finale à Chelsea.

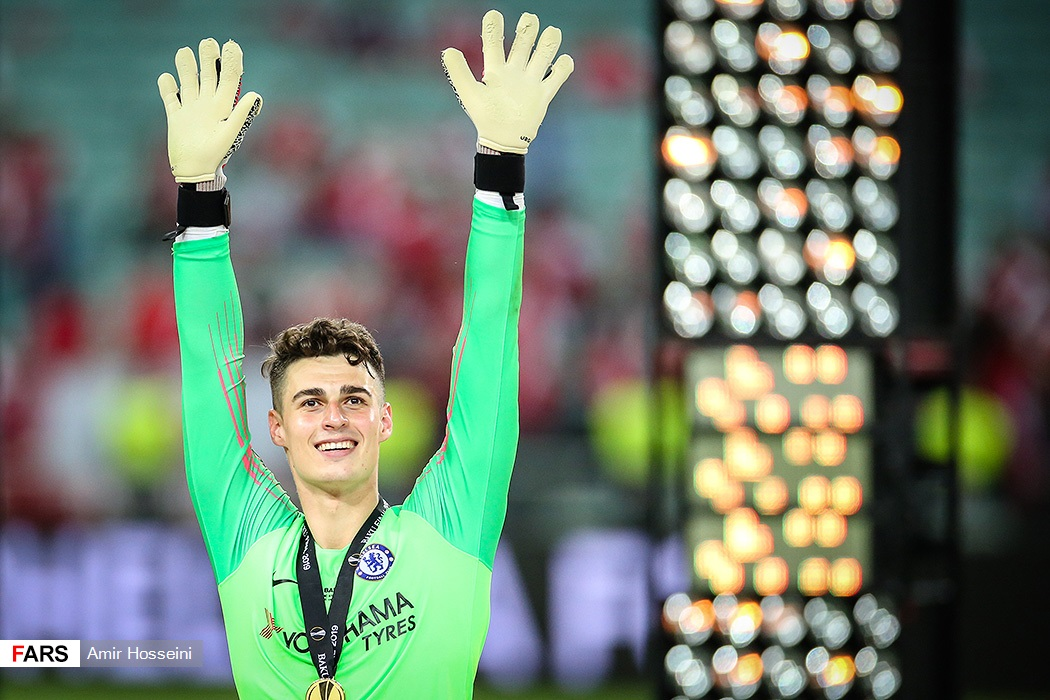
Kepa vainqueur de la Ligue Europa en 2019.

Le 29 mai 2019, Kepa remporte le premier titre de sa carrière professionnelle avec les Blues face à Arsenal quatre buts à un en finale de la Ligue Europa.
Lors de la saison 2020-2021, il perd sa place de titulaire au profit d'Édouard Mendy, venu du Stade rennais FC au mercato estival. Il redevient titulaire en 2022-2023.

##### Prêt au Real Madrid (2023-2024)
À l'été 2023, Chelsea recrute un nouveau gardien, Robert Sánchez. L'entraîneur Mauricio Pochettino annonce alors que lui et Kepa sont en concurrence, avec un a priori favorable pour Kepa. Le 14 août 2023, à la suite de la blessure de Thibaut Courtois, Kepa Arrizabalaga est prêté sans option d'achat au Real Madrid jusqu'au 30 juin 2024,. Il devient rapidement titulaire dans les buts madrilènes même si l'entraîneur Carlo Ancelotti ne fige pas la hiérarchie entre lui et Andriy Lunin. Une blessure à l'automne permet à Lunin de devenir titulaire. Au retour de Kepa, les deux gardiens alternent au poste de titulaire jusqu'à un match de championnat contre l'US Almería où Kepa, titulaire du jour, encaisse deux buts dont un dès 39 secondes de jeu. Après ce match, Lunin prend clairement la place de titulaire.

##### Retour en Angleterre à Bournemouth (2024-2025)
Le 29 août 2024, l'AFC Bournemouth officialise son arrivée pour un prêt d’une saison, sans option d’achat, mais avec une prolongation de contrat d’un an avec Chelsea (jusqu’en 2026) pour éviter une perte gratuite à l’expiration de son contrat initial. Cette décision est influencée par le départ en prêt du gardien titulaire de Bournemouth, Neto, vers Arsenal.
Kepa fait ses débuts dès le 31 août 2024 lors d’une victoire 3 trois buts à deux à l’extérieur contre Everton. Il s’impose comme titulaire indiscutable, manquant seulement trois matchs de Premier League pour lesquels il était éligible, notamment en raison d’une règle l’empêchant d’affronter Chelsea, son club parent.
Au cours de la saison, Kepa dispute 35 matchs toutes compétitions confondues, devenant une pièce maîtresse de la défense de Bournemouth. Malgré quelques erreurs notables dans certains matchs, sa régularité et son expérience ont été saluées, apportant une stabilité précieuse à une équipe relativement jeune.
Kepa remporte le Premier League Save of the Month en février 2025, une distinction attribuée pour un arrêt exceptionnel contre Wolverhampton.
Malgré ses performances solides, l’entraîneur Andoni Iraola a indiqué en mai 2025 qu’aucune décision n’avait été prise concernant une éventuelle signature permanente de Kepa, en raison de la présence d’autres gardiens comme Neto (de retour d’Arsenal), Mark Travers et Alex Paulsen.

##### Arsenal (2025-)
Après deux saisons en prêt, il quitte Chelsea et signe à l'été 2025 en faveur d'un autre club londonien en s'engageant à Arsenal.

### Équipe nationale

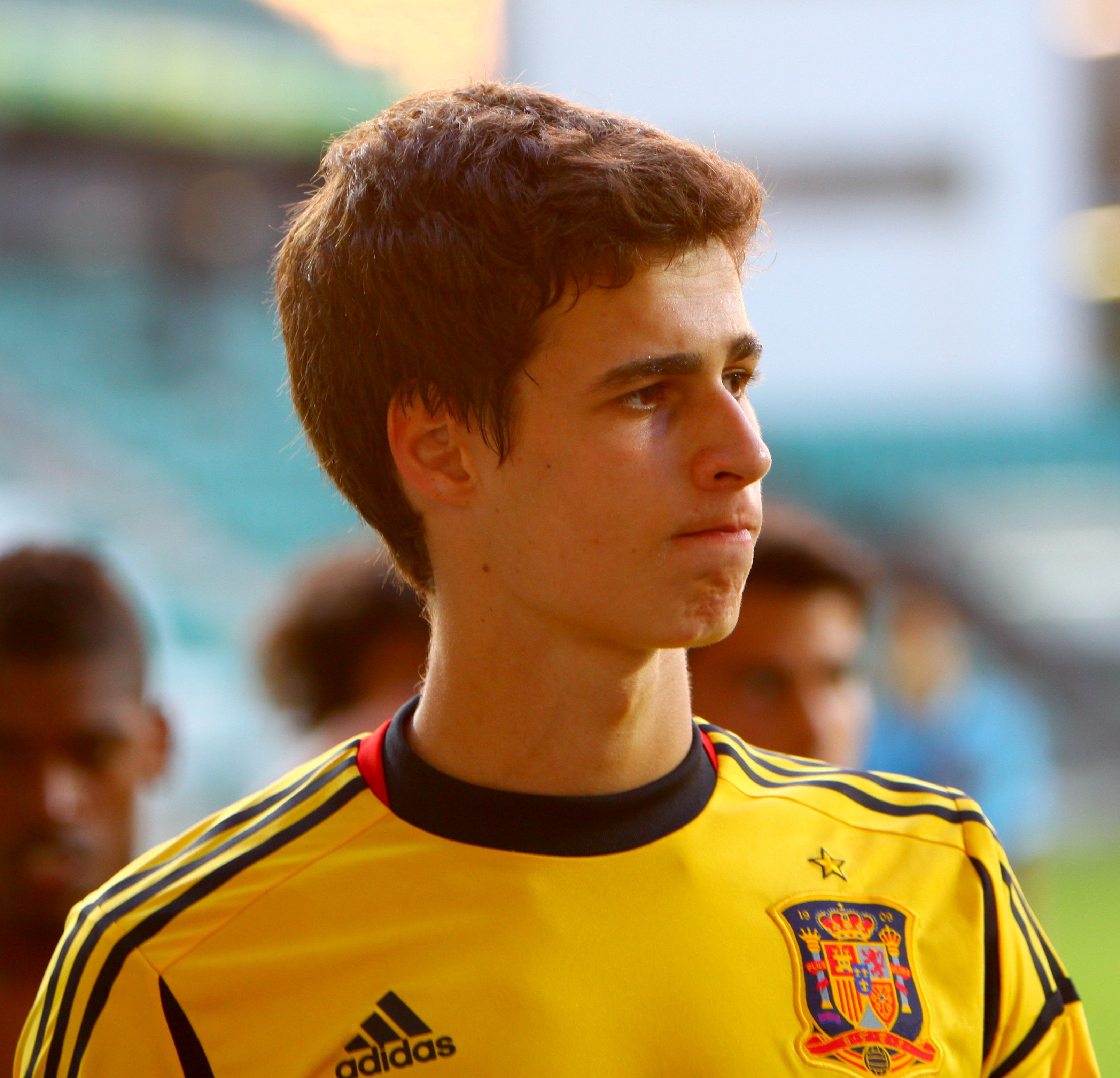
Kepa Arrizabalaga lors du Championnat d'Europe des moins de 19 ans face au Portugal, en juillet 2012.

Arrizabalaga est sélectionné en 2012 par Julen Lopetegui, alors entraineur de l'Espagne des moins de 19 ans, pour participer aux championnats d'Europe des moins de 19 ans. Le jeune gardien est titulaire et remporte le tournoi face à la Grèce en finaleun but à zéro.
Bien qu'il ait déjà fait partie du groupe espagnol senior (sans pour autant jouer), Arrizabalaga est appelé à participer aux championnats d'Europe espoirs en juin 2017. L'Espagne espoirs atteint la finale avant de s'incliner face à l'Allemagne.
Il débute avec l'équipe d'Espagne, sous les ordres du sélectionneur Julen Lopetegui, le 11 novembre 2017 lors d'un match amical face au Costa Rica lors d'une victoire cinq buts à zéro.
Il fait partie des 23 joueurs espagnols participant à la Coupe du monde 2018 en Russie, mais n'y joue aucun match.

## Statistiques
| Saison                | Club                   | Championnat           | Championnat | Championnat | Coupe nationale | Coupe nationale | Coupe de la Ligue | Coupe de la Ligue | Supercoupe | Supercoupe | Compétition(s) continentale(s) | Compétition(s) continentale(s) | Compétition(s) continentale(s) | Supercoupe UEFA | Supercoupe UEFA | Coupe du monde des clubs | Coupe du monde des clubs | Total | Total |
| Saison                | Club                   | Division              | M.          | B.          | M.              | B.              | M.                | B.                | M.         | B.         | Comp.                          | M.                             | B.                             | M.              | B.              | M.                       | B.                       | M.    | B.    |
| 2014-2015             | SD Ponferradina (prêt) | Liga Adelante         | 20          | 0           | -               | -               | -                 | -                 | -          | -          | -                              | -                              | -                              | -               | -               | -                        | -                        | 20    | 0     |
| 2015-2016             | Real Valladolid (prêt) | Liga Adelante         | 39          | 0           | 1               | 0               | -                 | -                 | -          | -          | -                              | -                              | -                              | -               | -               | -                        | -                        | 40    | 0     |
| 2016-2017             | Athletic Bilbao        | Liga                  | 23          | 0           | -               | -               | -                 | -                 | -          | -          | C3                             | -                              | -                              | -               | -               | -                        | -                        | 23    | 0     |
| 2017-2018             | Athletic Bilbao        | Liga                  | 30          | 0           | 1               | 0               | -                 | -                 | -          | -          | C3                             | -                              | -                              | -               | -               | -                        | -                        | 31    | 0     |
| Sous-total            | Sous-total             | Sous-total            | 53          | 0           | 1               | 0               | -                 | -                 | -          | -          | -                              | -                              | -                              | -               | -               | -                        | -                        | 54    | 0     |
| 2018-2019             | Chelsea FC             | Premier League        | 36          | 0           | 1               | 0               | 4                 | 0                 | -          | -          | C3                             | 13                             | 0                              | -               | -               | -                        | -                        | 54    | 0     |
| 2019-2020             | Chelsea FC             | Premier League        | 33          | 0           | 1               | 0               | -                 | -                 | -          | -          | C1                             | 6                              | 0                              | 1               | 0               | -                        | -                        | 41    | 0     |
| 2020-2021             | Chelsea FC             | Premier League        | 7           | 0           | 6               | 0               | -                 | -                 | -          | -          | C1                             | 1                              | 0                              | -               | -               | -                        | -                        | 14    | 0     |
| 2021-2022             | Chelsea FC             | Premier League        | 4           | 0           | 2               | 0               | 6                 | 0                 | -          | -          | C1                             | 1                              | 0                              | 1               | 0               | 1                        | 0                        | 15    | 0     |
| 2022-2023             | Chelsea FC             | Premier League        | 30          | 0           | 1               | 0               | -                 | -                 | -          | -          | C1                             | 9                              | 0                              | -               | -               | -                        | -                        | 40    | 0     |
| Sous-total            | Sous-total             | Sous-total            | 109         | 0           | 11              | 0               | 10                | 0                 | 0          | 0          | -                              | 30                             | 0                              | 2               | 0               | 1                        | 0                        | 163   | 0     |
| 2023-2024             | Real Madrid (prêt)     | Liga                  | 14          | 0           | 1               | 0               | -                 | -                 | 1          | 0          | C1                             | 4                              | 0                              | -               | -               | -                        | -                        | 20    | 0     |
| 2024-2025             | AFC Bournemouth (prêt) | Premier League        | 31          | 0           | 4               | 0               | -                 | -                 | -          | -          | -                              | -                              | -                              | -               | -               | -                        | -                        | 35    | 0     |
| Total sur la carrière | Total sur la carrière  | Total sur la carrière | 266         | 0           | 18              | 0               | 10                | 0                 | 1          | 0          | -                              | 34                             | 0                              | 2               | 0               | 1                        | 0                        | 332   | 0     |

### Liste des matches internationaux
| Matches internationaux de Kepa Arrizabalaga | Matches internationaux de Kepa Arrizabalaga | Matches internationaux de Kepa Arrizabalaga                  | Matches internationaux de Kepa Arrizabalaga | Matches internationaux de Kepa Arrizabalaga | Matches internationaux de Kepa Arrizabalaga | Matches internationaux de Kepa Arrizabalaga                     |
|                                             | Date                                        | Lieu                                                         | Adversaire                                  | Résultat                                    | Compétition                                 | Notes                                                           |
| ------------------------------------------- | ------------------------------------------- | ------------------------------------------------------------ | ------------------------------------------- | ------------------------------------------- | ------------------------------------------- | --------------------------------------------------------------- |
| 1.                                          | 11 novembre 2017                            | Stade de La Rosaleda, Malaga, Espagne                        | Costa Rica                                  | 5 - 0                                       | Match amical                                | Titulaire.                                                      |
| 2.                                          | 11 octobre 2018                             | Millennium Stadium, Cardiff, Pays de Galles                  | Pays de Galles                              | 1 - 4                                       | Match amical                                | Entre en jeu à la place de David de Gea à la 46e minute de jeu. |
| 3.                                          | 18 novembre 2018                            | Estadio de Gran Canaria, Las Palmas de Gran Canaria, Espagne | Bosnie-Herzégovine                          | 1 - 0                                       | Match amical                                | Titulaire, remplacé à la 75e minute par Pau López.              |
| 4.                                          | 26 mars 2019                                | Ta' Qali Stadium, Ta' Qali, Malte                            | Malte                                       | 0 - 2                                       | Éliminatoires Euro 2020                     | Titulaire.                                                      |
| 5.                                          | 7 juin 2019                                 | Tórsvøllur, Tórshavn, Îles Féroé                             | Îles Féroé                                  | 1 - 4                                       | Éliminatoires Euro 2020                     | Titulaire.                                                      |
| 6.                                          | 10 juin 2019                                | Stade Santiago-Bernabéu, Madrid, Espagne                     | Suède                                       | 3 - 0                                       | Éliminatoires Euro 2020                     | Titulaire.                                                      |
| 7.                                          | 5 septembre 2019                            | Arena Națională, Bucarest, Roumanie                          | Roumanie                                    | 1 - 2                                       | Éliminatoires Euro 2020                     | Titulaire.                                                      |
| 8.                                          | 12 octobre 2019                             | Ullevaal Stadion, Oslo, Norvège                              | Norvège                                     | 1 - 1                                       | Éliminatoires Euro 2020                     | Titulaire.                                                      |
| 9.                                          | 15 octobre 2019                             | Friends Arena, Solna, Suède                                  | Suède                                       | 1 - 1                                       | Éliminatoires Euro 2020                     | Entre en jeu à la place de David de Gea à la 60e minute de jeu. |
| 10.                                         | 18 novembre 2019                            | Wanda Metropolitano, Madrid, Espagne                         | Roumanie                                    | 5 - 0                                       | Éliminatoires Euro 2020                     | Titulaire.                                                      |
| 11.                                         | 7 octobre 2020                              | Estádio José Alvalade XXI, Lisbonne, Portugal                | Portugal                                    | 0 - 0                                       | Match amical                                | Titulaire.                                                      |
| 12.                                         | 25 mars 2023                                | Stade de La Rosaleda, Malaga, Espagne                        | Norvège                                     | 3 - 0                                       | Éliminatoires Euro 2024                     | Titulaire.                                                      |
| 13.                                         | 28 mars 2023                                | Hampden Park, Glasgow, Écosse                                | Écosse                                      | 2 - 0                                       | Éliminatoires Euro 2024                     | Titulaire.                                                      |

## Palmarès

### En club
| Chelsea FC (4) | Real Madrid (3) |
| --- | --- |
| - Ligue des champions (1) : - Vainqueur : 2021 - Ligue Europa (1) : - Vainqueur : 2019 - Coupe du monde des clubs (1) : - Vainqueur : 2021 - Supercoupe de l'UEFA (1) : - Vainqueur : 2021 - Finaliste : 2019 - Coupe de la Ligue : - Finaliste : 2019 et 2022 - Coupe d'Angleterre : - Finaliste : 2020 et 2021 | - Ligue des champions (1) : - Vainqueur en 2024 - Championnat d'Espagne (1) : - Champion en 2024 - Supercoupe d'Espagne (1) : - Vainqueur en 2024 |

### En équipe nationale
| Espagne (1)                                   | Espagne espoirs                   | Équipe d'Espagne -19 ans (1)                                         |
| --------------------------------------------- | --------------------------------- | -------------------------------------------------------------------- |
| - Ligue des nations (1) : - Vainqueur en 2023 | - Euro Espoirs - Finaliste : 2017 | - Championnat d'Europe des moins de 19 ans (1) : - Vainqueur en 2012 |